# Vertumne et Pomone
Vertumne et Pomone est un thème artistique classique, venant de la mythologie romaine, représentant les divinités Vertumne et Pomone se rencontrant et s'éprenant. 

## Sujet
La nymphe des fruits Pomone est si belle que tous les dieux champêtres en sont amoureux, mais elle les dédaigne. Elle leur reste indifférente, préférant ignorer l'amour de ces dieux pour ne se consacrer qu'à son jardin. Selon les Métamorphoses d'Ovide, le dieu des jardins Vertumne, fou amoureux d'elle, n'abandonne pas facilement et recourt à des déguisements utilisant ses pouvoirs pour l'approcher. Il vient chez elle d'abord comme vendangeur, puis comme gardien d'une vigne, pêcheur et soldat, vantant chaque fois les mérites du dieu Vertumne. Elle continue cependant à le mépriser et à l'ignorer. Dans une dernière tentative, il vient à elle sous l'apparence d'une vieille femme, décrivant les vertus du mariage et les dangers qui existent à rejeter l'amour. Mais Pomone, lasse de la vieille, refuse tout simplement d'écouter. Finalement, Vertumne décide d'apparaître sous son vrai visage. Pomone cède alors à ses avances et elle tombe amoureuse de lui.

## Thème artistique
Ce thème est traité depuis l'Antiquité, abondamment repris par la Renaissance, le classicisme puis le romantisme, et encore traité au XXe siècle, avec notamment Vertumne et Pomone de Camille Claudel.
Les représentations sont en peinture ou en sculpture, et traitent généralement soit la dernière métamorphose de Vertumne, en vieille femme, soit lorsque Vertumne montre son vrai visage ; Pomone est représentée le repoussant encore ou l'acceptant finalement.

## Représentations

### Renaissance
| Date               | Artiste         | Œuvre                        | Illustration | Localisation                                         |
| ------------------ | --------------- | ---------------------------- | ------------ | ---------------------------------------------------- |
| Vers 1518 - 1528   | Francesco Melzi | Vertumne et Pomone, tableau  |              | Pinacothèque de Berlin, Allemagne                    |
| 1519 - 1521        | Le Pontormo     | Vertumne et Pomone, fresque  |              | Villa médicéenne de Poggio a Caiano, Toscane, Italie |
| Entre 1514 et 1546 | Jules Romain    | Vertumne et Pomone, peinture |              | Statens Museum for Kunst, Copenhague, Danemark       |

### XVIIe-XVIIIesiècles
| Date             | Artiste                                             | Œuvre                                         | Illustration | Localisation                                        |
| ---------------- | --------------------------------------------------- | --------------------------------------------- | ------------ | --------------------------------------------------- |
| v. 1605          | Abraham Bloemaert                                   | Vertumne et Pomone, peinture                  |              | Musée d'Art d'Indianapolis, Indiana, États-Unis.    |
| 1613             | Hendrik Goltzius                                    | Vertumne et Pomone, peinture                  |              | Rijksmuseum, Amsterdam, Pays-Bas.                   |
| 1617 - 1619      | Pierre Paul Rubens                                  | Vertumne et Pomone, tableau                   |              | Collection privée, Madrid.                          |
| Vers 1625        | Antoine van Dyck                                    | Vertumne et Pomone, tableau                   |              | Musei di Strada Nuova, Gênes, Italie.               |
| Vers 1625 - 1630 | Paulus Moreelse                                     | Vertumne et Pomone, tableau                   |              | Musée Boijmans Van Beuningen, Rotterdam, Pays-Bas.  |
| 1636             | Pierre Paul Rubens                                  | Vertumne et Pomone, peinture sur bois         |              | Musée du Prado à Madrid, Espagne.                   |
| Vers 1681        | Caspar Netscher                                     | Vertumne et Pomone, tableau                   |              | Musée des Beaux-Arts de Strasbourg, France.         |
| 1670             | Adriaen van de Velde                                | Vertumne et Pomone, tableau                   |              | Musée d'Histoire de l'art de Vienne, Autriche.      |
| 1716 - 1717      | Francesco Penso dit Cabianca                        | Vertumne et Pomone, sculptures                |              | Jardin d'été à Saint-Pétersbourg, Russie            |
| Vers 1710 - 1722 | Jean Ranc                                           | Vertumne et Pomone, tableau                   |              | Musée Fabre, Montpellier, France                    |
| Vers 1725        | Laurent Delvaux                                     | Vertumne et Pomone, groupe sculpté            |              | Victoria and Albert Museum, Londres, Royaume-Uni    |
| 1749             | François Boucher                                    | Vertumne et Pomone, tableau                   |              | Columbus Museum of Art, Columbus, Ohio, États-Unis. |
| 1760             | Jean-Baptiste Lemoyne (1704-1778)                   | Vertumne et Pomone, groupe sculpté, pierre    |              | Musée du Louvre, Paris.                             |
| 1763             | François Boucher                                    | Vertumne et Pomone, tableau                   |              | Musée du Louvre, Paris.                             |
| 1772             | Clément-Louis-Marie-Anne Belle                      | Vertumne et Pomone, peinture, dessus de porte |              | Château de Versailles, France.                      |
| 1777 - 1791      | D'après Ferdinand Bol, Heinrich Guttenberg, graveur | Vertumne et Pomone, gravure                   |              | Musée d'Amsterdam, Pays-Bas.                        |

### XIXe-XXIesiècles
| Date | Artiste         | Œuvre                                      | Illustration | Localisation       |
| ---- | --------------- | ------------------------------------------ | ------------ | ------------------ |
| 1905 | Camille Claudel | Vertumne et Pomone, groupe sculpté, marbre |              | Musée Rodin, Paris |